# Еміль Юліус Клаус Фукс
Еміль Юліус Клаус Фукс (нім. Emil Julius Klaus Fuchs, 29 грудня  1911, Рюссельсхайм, Німеччина — 28 січня 1988, Дрезден, НДР), більш відомий як Клаус Фукс (нім. Klaus Fuchs) — німецький фізик-теоретик.

## Біографія
Народився в сім'ї Еміля Фукса, німецького теолога-квакера, і Ельзи Фукс (до шлюбу Вагнер).
У 1930—1931 навчався в Лейпцизькому університеті, де вступив в соціал-демократичну партію. У 1932 році вступив в Комуністичну партію Німеччини. У 1933 році втік до Франції і потім до Великої Британії. У 1937 році отримав ступінь доктора філософії з фізики в Брістольському університеті (науковий керівник — Невілл Мотт). Після початку війни Великої Британії з Німеччиною був інтернований як громадянин ворожої держави і провів півроку в таборі, де, щоб скоротати час, прочитав курс лекцій з фізики для інших інтернованих.
У 1941 році підключився до групи Рудольфа Пайерлса, яка у той час працювала над уточненням критичної маси урану і проблемою розділення ізотопів. В тому ж році через кілька місяців після початку війни Німеччини проти СРСР, Фукс вийшов на представників радянської військової розвідки і почав передавати відомості про британські розробки в області ядерної зброї. У 1943 був переданий на зв'язок розвідці НКДБ СРСР. У 1943 році, за рекомендацією Пайерлса, він став учасником Мангеттенського проєкту. З червня 1944 року Фукс передає своєму зв'язному Гаррі Голду інформацію, що стосується своєї частини дослідної роботи з «Мангеттенського проєкту».
Рудольф Пайерлс: «Я знаю, що Фукс діяв згідно зі своїми переконаннями. Він робив це не заради грошей і не з примусу. Він просто думав, що комуністи повинні отримати всю інформацію».
Віктор Вайскопф: «Він був переконаним комуністом. Він вважав, що атомна бомба не повинна належати тільки західному світу… Рівновага, очевидно, має існувати».
4 лютого 1950 року Клаус Фукс був арештований британськими спецслужбами. Допитувався у Великій Британії американським контррозвідником Робертом Лемфером, який переконав його розкрити особистість зв'язкового Гаррі Голда. Голд, у свою чергу, назвав Девіда Грінгласса, через останнього вийшли на Розенбергів.
Був засуджений на 14 років (максимальний термін за шпигунство у формі передачі військових секретів дружній державі, так як під час передачі секретів СРСР і Велика Британія були союзниками). На вимогу Сполучених Штатів про депортацію Клауса Фукса Велика Британія відповіла відмовою і тим врятувала його від страти. Радянський Союз, у свою чергу, відмовився визнати його своїм агентом.
У 1959 році Фукс був достроково звільнений і позбавлений британського громадянства. Повернувся до Німеччини (НДР). Одружився з високопоставленою співробітницею ЦК СЄПН Маргарет Кейльсон, з якою познайомився ще в юності. Працював у Центральному інституті ядерних досліджень і викладав у Дрезденському технічному університеті. З 1967 року був членом ЦК СЄПН, з 1972 року членом Президії Академії наук НДР.
Помер 28 січня 1988 року у Дрездені. До кінця життя, як згадувала його дружина, нічого вже не чекав від радянської влади. У 1988 році його не стало. І тоді в Радянському Союзі почався якийсь рух. Грета Фукс: «Нарешті, справу з нагородою було залагоджено. Мене запитали, де я її хочу отримати… Я відповіла, що візьму її в посольстві в Берліні. З тих пір я нічого не чула про цю нагороду».